# Guairaçá
Guairaçá est une municipalité brésilienne de la microrégion de Paranavaí dans l’État du Paraná. Avec une superficie de 493,94 km2 et une population d'environ 6 581 habitants, elle a une densité de population de 13,3 personnes par km2.

## Toponymie
Il provient du guarani« guairaka » (loutre). C'est le nom d'un cacique guarani qui, vers 1726, s'est opposé aux Portugais et aux Espagnols. L'auteur de dictionnaire, philologue et lexicographe brésilien Antenor Nascentes, a vu l'interprétation suivante du nom « Guairaka » : « cette terre a un propriétaire ».

## Géographie
Avec une superficie de 493,94 km2, elle compte 3,5 % d'habitations avec un assainissement adéquat, 97,1 % d'habitations urbaines sur des voies publiques arborées et 18,3 % d'habitations urbaines sur des voies publiques avec une urbanisation adéquate. Par rapport aux autres municipalités de l'État, elle se classe respectivement 335 sur 399, 93 sur 399 et 275 sur 399. Par rapport aux autres villes du Brésil, elle se classe respectivement à 4989 sur 5570, 551 sur 5570 et 1981 sur 5570.